# المنظمة العالمية للسلم والرعاية والإغاثة
المنظمة العالمية للسلم والرعاية والإغاثة، هي منظمة عالمية أهلية إنسانية_ غير حكومية _ عضو بالمجلس الاقتصادي والاجتماعي للمنظمات غير الحكومية التابعة للأمم المتحدة ويترئسها (خالد الخويلدي) نجل الخويلدي الحميدي عضو مجلس قيادة الثورة في ليبيا، تعمل بالشراكة مع المفوضية
السامية لشئون اللاجئين والعديد من المنظمات الإنسانية ولها اتفاقات تعاون مع منظمة أطباء بلا حدود ومع هيئة الإغاثة الإسلامية والمركز الإيطالي لإغاثة اللاجئين، قامت المنظمة منذ إنشائها بتقديم العديد من المساعدات الإنسانية على مختلف الساحات العالمية التي تعرضت إلى الكوارث الطبيعية أو نتيجة إلى الحروب والصراعات التي حدثت، شملت هذه المساعدات الأغذية والأغطية والخيام والأدوية والطواقم الطبية والمساعدات النقدية.

## أهداف المنظمة
- الدعوة لإقامة سلام دولي عادل يقوم على احترام الشخصية الثقافية والاجتماعية لكل أمة أو شعب من الشعوب.
- مناهضة كل أنواع الحروب والصراعات وكافة أنواع القتال بين البشر وفضح وإدانة المتسببين فيها.
- مكافحة كل أنواع الطرد الجماعي والتهجير القسري والتأكيد على حق كل إنسان في الإقامة في وطنه في أمن وسلام.
- مكافحة إنتاج واستخدام كافة أنواع الأسلحة، وخاصة أسلحة الدمار الشامل ومطالبة كافة الدول المتحاربة بالكشف عن حقول الألغام التي زرعتها.
- رعاية الجماعات والأفراد الذين تضطرهم الظروف إلى مغادرة أوطانهم حتى يرجعوا إليها.
- تبصير الرأي العام العالمي بالأضرار التي تتعرض لها البيئة واثر ذلك على حياة الإنسان ومستقبلة.
- التعاون مع المنظمات والمؤسسات الدولية ذات العلاقة بما يحقق أهداف المنظمة.
- اختيار الشخصيات النشطة والفعالة من جميع أنحاء الوطن العربي وتنصيبهم سفراء نوايا حسنة في مجالات السلم والرعاية والإغاثة

## اللغات الرسمية للمنظمة
- اللغة العربية.
- اللغة الإنجليزية.

## عضوية المنظمة
عضوية المنظمة مفتوحة لكل من يؤمن بالمبادئ التالية:
- الإيمان بأهداف المنظمة والعمل على تحقيقها.
- أن يكون مناهضاً لكل أشكال العنصرية والتعصب ومؤمناً وملتزماً بحقوق الإنسان.
- أن يكون ممن يعملون من أجل تأكيد الديمقراطية وترسيخ أسس السلام العادل في العالم.

## رسالة المنظمة
إن المنظمة العالمية وفقا لقانون إنشائها، تعمل على نشر ثقافة السلم، والحث على نبذ أسلوب حل النـزاعات من خلال المواجهة العسكرية، وشن الحروب، فهي تدعو إلى حل كل النـزاعات بالطرق السلمية، واعتماد الحوار، وأتباع آليات العمل الدبلوماسي لإنهاء كل توتر، وعدم تهمش المنظمات الدولية كهيئة الأمم المتحدة، ووكالاتها المتخصصة.
وانطلاقا من هذه الحقيقة، ومع ازدياد مخاطر تهديد السلم العالمي، واتساع مفهومه حتى وصل إلى تهديد البيئة، والغلاف الجوى، وأسلحة الدمار الشامل، ومع تزايد أعداد البشر النازحين، واللاجئين، والمحرومين، من نساء، وأطفال، وشيوخ، جاء ميلاد المنظمة العالمية للسلم والرعاية والإغاثة التي أتشرف برئاستها، ويقوم بالعمل فيها أناس نذروا أنفسهم للتخفيف من ويلات النـزاعات المسلحة، والكوارث الطبيعية التي تلحق ببني البشر، ودون أن نميز بين من نقدم إليهم العون على أساس الجنس، أو الدين، أو العرق، أو اللغة، أو اللون، أو الانتماء الاجتماعي.. فمنظمتنا إنسانية الأغراض، عالمية الاهتمام، أخلاقية النـزعة.. نرمي إلى إعمال قواعد القانون الدولي الإنساني، وتعزيز مفهوم حقوق الإنسان. واختيار سفراء للنوايا الحسنة لتمثيل المنظمة

## دعم المنظمة
المنظمة العالمية للسلم والرعاية والإغاثة منظمة عالمية إنسانية أهلية (غير حكومية) تتمتع بالشخصية والذمة المالية المستقلتين.

## وصلات خارجية
- موقع المنظمة

### شركاء المنظمة
- الأمم المتحدة (UN)
- منظمة أطباء بلا حدود (MSF)
- مفوضية الأمم المتحدة لشئون اللاجئين (UNHCR)
- منظمة المؤتمر الإسلامي (OIC)
- المركز الدولي لتنمية سياسات الهجرة (ICMPD)
- المركز الإيطالي لإغاثة اللاجئين (CIR)

### نشاطات المنظمة
- الحملة الإنسانية لنصرة الشعب الفلسطيني برعاية المنظمة العالمية للسلم والرعاية والإغاثة[1]
- المنظمة العالمية للسلم والرعاية والإغاثة تساهم في علاج حالة مرضية
- توقيع مذكرة تفاهم بين المنظمة العالمية للسلم والرعاية والإغاثة ومنظمة المؤتمر الإسلامي[2]
- المنظمة العالمية للسلم والرعاية والإغاثة تشرف على مهرجان خيري لصالح أطفال غزة[3]
- الأونروا توقع مذكرة تفاهم مع المنظمة العالمية للسلم والرعاية والإغاثة
- المنظمة العالمية للسلم والرعاية والإغاثة من تحدي العدوان الي تحدي الحصار على قطاع غزة[4]
- محافظ مطروح يستقبل رئيس المنظمة العالمية للسلم والرعاية والإغاثة
- الأمم المتحدة ترحب بتعامل المنظمة العالمية للسلم والرعاية والإغاثة مع الهجرة غير الشرعية
- هنية يزور خيمة ليبيا التي أقامتها المنظمة على أنقاض منزل الشهيد ريان شمال غزة
- رئيس المنظمة العالمية للسلم والرعاية والإغاثة يجتمع بسفير دولة فلسطين لدى الجماهيرية العظمى
- تنظيم ورشة عمل حول الهجرة غير الشرعية بين المنظمة العالمية للسلم والمركز الدولي لتنمية سياسات الهجرة بالنمسا والمفوضية السامية لشئون اللاجئين والمجلس الإيطالي للاجئين
- رئيس المنظمة العالمية للسلم والرعاية والإغاثة يصرح عن محور اهتمام المنظمة
- توقيع اتفاقية التوأمة بين رئيس المنظمة العالمية للسلم والرعاية والإغاثة وبين رئيس الوزراء الفلسطيني[1]
- المنظمة العالمية للسلم والرعاية والاغاثة يتوسط بين فتح وحماس لتقريب وجهات النظر المنظمة العالمية للسلم والرعاية والإغاثة  على فيسبوك.
- رئيس المنظمة العالمية للسلم والرعاية والإغاثة يطلق حملة عربية شعبية للتضامن مع الشعب الفلسطيني[5]
- المنظمة العالمية للسلم والرعاية والإغاثة تتبرع بسيارات إسعاف لجمعيات ومستشفيات في قطاع غزة[6]
- وفد المنظمة العالمية للسلم والرعاية والإغاثة يتبرع بالدم لأبناء غزة
- المنظمة العالمية للسلم والرعاية والإغاثة تقدم يد العون لأسرة عراقية